# Oberpostdirektion Frankfurt (Gebäude)

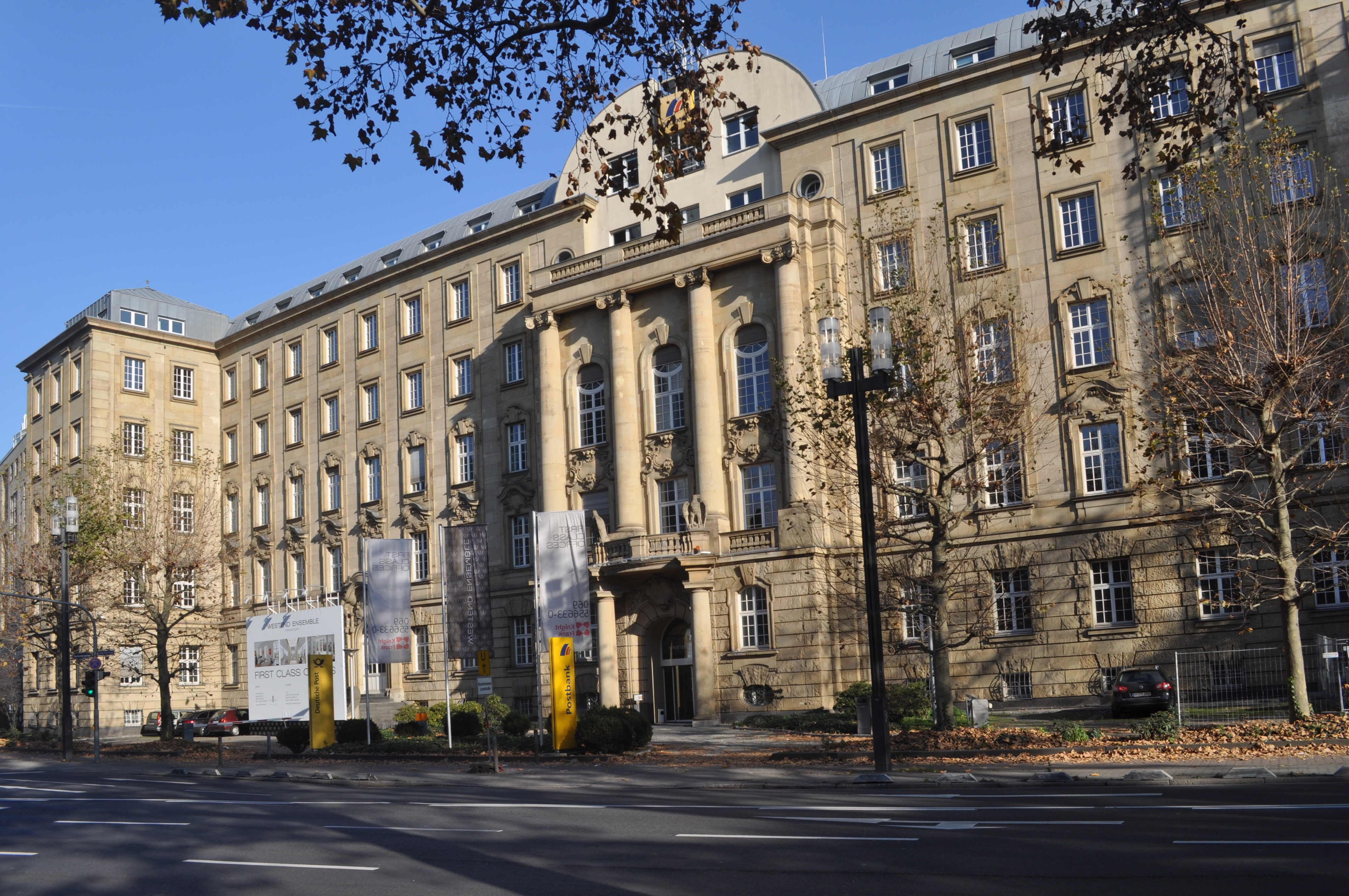
Gebäude der ehemaligen Oberpostdirektion

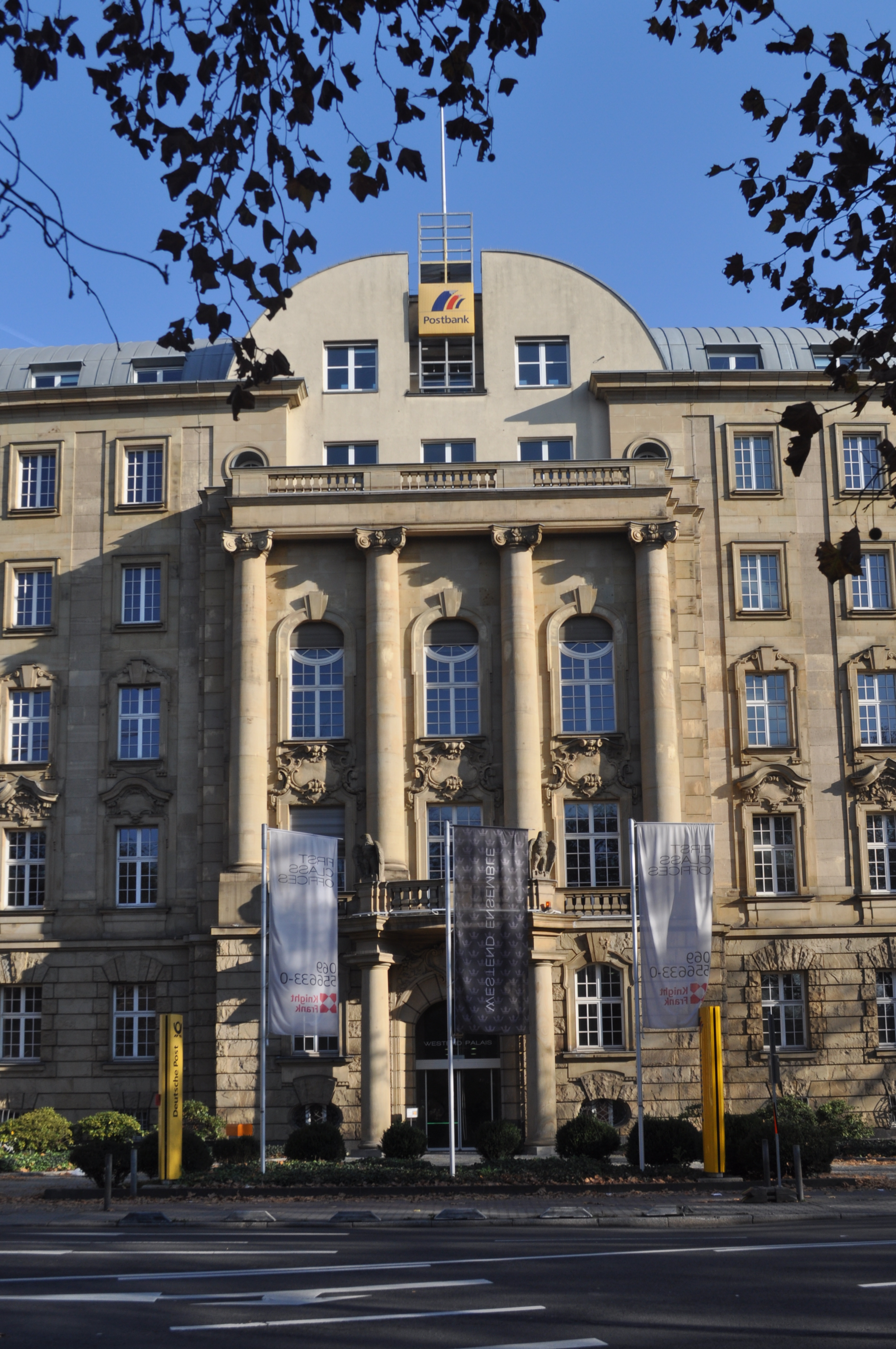
Hauptportal

Das frühere Gebäude der Oberpostdirektion Frankfurt an der Ludwig-Erhard-Anlage 60–64 im Frankfurter Stadtteil Westend steht unter Denkmalschutz. Seit 2015 ist das Gebäude im Besitz der CG Gruppe.

## Vorgeschichte
Die Oberpostdirektion Frankfurt hatte ihren Sitz von 1867 bis 1907 in der Hauptpost Frankfurt am Main auf der Zeil. Trotz Flächenerweiterungen reichte der Platz dort nicht mehr aus, auch da ab 1876 die Telegraphie und ab 1881 auch das Fernsprechwesen an Aufgaben hinzugekommen waren.

## Neubau
Deshalb wurde beschlossen, für die Oberpostdirektion ein eigenes Gebäude zu errichten. Die Pläne stammten vom Architekten und hochrangigen Reichspost-Baubeamten Ernst Hake (1844–1925), eine zeitgenössische Quelle nennt jedoch stattdessen den Postbauinspektor Meyer und den Geheimen Postrat Perdisch als Hauptverantwortliche. Von 1905 bis 1907 wurde das neue Haus im neobarocken Stil errichtet. Im April 1907 bezogen 241 Mitarbeiter der Oberpostdirektion Frankfurt den Neubau.

## Das Gebäude
Die zur Straße gewandte Seite ist – der Straßenführung der heutigen Ludwig-Erhard-Anlage zur Senckenberganlage folgend – leicht konvex gebogen. Die Mitte der Fassade wird durch einen Risalit betont, der eine dreigeschossige Kolossalordnung mit ionischen Säulen zeigt. Der Bau wird von zwei Seitenrisaliten begrenzt – ein eindrucksvolles Beispiel historistischer Repräsentationsarchitektur. Dieser Eindruck wird noch dadurch erhöht, dass das ursprüngliche Mansarddach durch zwei Vollgeschosse ersetzt wurde. Die Büroflügel sind um zwei trapezförmige Innenhöfe angeordnet.
Bei den alliierten Luftangriffen am 22. März und am 24. März 1944 wurde das Gebäude schwer beschädigt. Während die Hauptpost auf der Zeil vollständig zerstört war, konnte das Gebäude der Oberpostdirektion Frankfurt nach dem Krieg vereinfacht wiederaufgebaut werden.
Nach dem Auszug der Oberpostdirektion Frankfurt war die KfW Bankengruppe Hauptmieterin. Derzeit wird das Gebäude saniert und in 164 Eigentumswohnungen umgewandelt die unter der Bezeichnung „Grand Ouest“ zu Quadrameterpreisen zwischen 8.150 € und 13.000 € verkauft werden. Das Gebäude der ehemaligen Oberpostdirektion Frankfurt ist ein Kulturdenkmal nach dem Hessischen Denkmalschutzgesetz.